# Arktisk prickfisk
Arktisk prickfisk (Protomyctophum arcticum) är en djuphavsfisk i familjen prickfiskar.

## Utseende
En silvervit fisk med stort huvud och stora, påtagligt utstående ögon med uppåtvänd pupill. Längs undersidan och nedre delen av framkroppen har den ett flertal lysorgan. Även på stjärtbasen har den lysorgan: Hos hanen sitter de på ovansidan, hos honan på undersidan. Som mest kan arten bli 6 cm lång.

## Vanor
Den arktiska prickfisken lever pelagiskt på djup mellan 90 och 1600 m; vanligen 250 till 850 m under dagen, och 90 till 325 m under natten. Födan består av olika kräftdjur. Arten blir könsmogen vid en längd av omkring 3 cm.

## Utbredning
Utbredningsområdet omfattar fritt vatten i Nordatlanten från i höjd med mellersta Grönland till norra New England och mellersta Iberiska halvön.